# Horyzonty Krakowskie
„Horyzonty Krakowskie” (ukr. Кракiвськi Обрiї, Krakiwśki Obriji) – pismo kulturalno-literackie wydawane w latach 1995–2000 przez Fundację św. Włodzimierza Chrzciciela Rusi.

## Historia
Pismo poświęcone problematyce mniejszości narodowych i wyznaniowych w Polsce. Część artykułów, wierszy, opowiadań i reportaży było publikowanych nie tylko w języku polskim, ale również w językach mniejszości narodowych. W ciągu roku ukazywały się 2 podwójne numery w nakładzie około 1000 egzemplarzy.

## Redakcja
Redaktorem naczelnym był Włodzimierz Mokry. W skład redakcji wchodzili: Oleg Aleksejczuk i Tadeusz Filar.